# Wendi McLendon-Covey

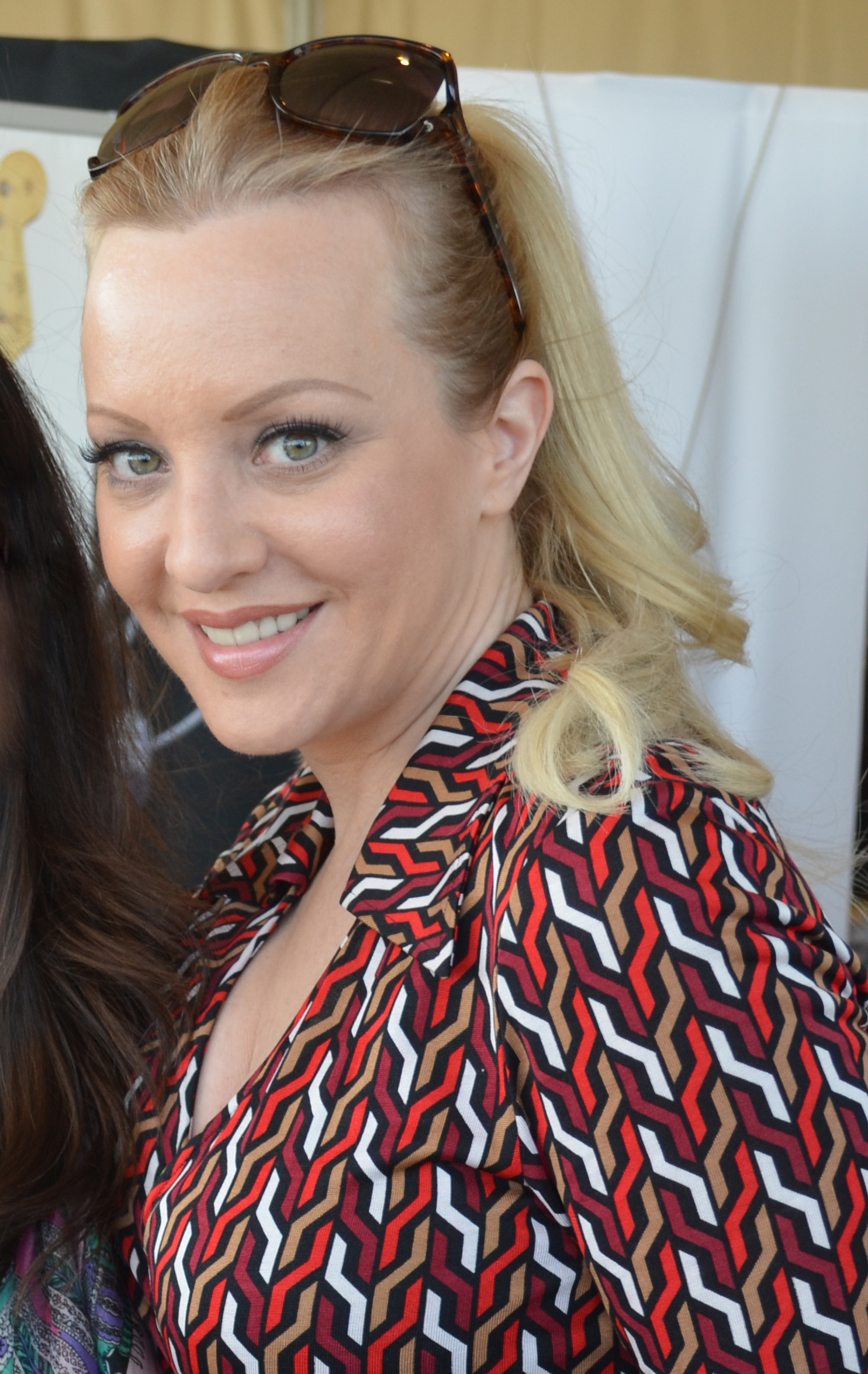
Wendi McLendon-Covey (2012)

Wendi A. McLendon-Covey (geborene McLendon; 10. Oktober 1969 in Bellflower, Kalifornien) ist eine US-amerikanische Schauspielerin.

## Leben
Von 2002 bis 2009 war McLendon-Covey Mitglied des The Groundlings Theater in Los Angeles. Bekannt wurde sie für ihre Rolle als Deputy Clementine Johnson in der Comedy-Central-Fernsehserie Reno 911! in zahlreichen Folgen von 2003 von 2008. Zudem spielte sie 2006 in der Lifetime-Show Lovespring International mit. Im Jahr 2007 spielte sie in der Filmkomödie Reno 911: Miami, die auf der Serie basiert und 2011 in Brautalarm mit Kristen Wiig, Maya Rudolph, Rose Byrne und Melissa McCarthy. Von 2010 bis 2013 hatte sie mehrere Auftritte in der Sitcom Rules of Engagement.
McLendon-Covey ist seit 1996 mit Greg Covey verheiratet. Sie leben in Long Beach in Kalifornien.

## Filmografie (Auswahl)
- 2001: Henry and Marvin
- 2003–2008: Reno 911! (Fernsehserie, 73 Episoden)
- 2005: Verliebt in eine Hexe (Bewitched)
- 2006: Cook-off!
- 2006: Lovespring International (Fernsehserie, 13 Episoden)
- 2007: Reno 911!: Miami
- 2007: Closing Escrow
- 2007: Goldfish
- 2008: Nur über ihre Leiche (Over Her Dead Body)
- 2008: Greek (Fernsehserie, Episode 1x22)
- 2008: Das Büro (The Office, Fernsehserie, Episode 5x07)
- 2008: Kath & Kim (Fernsehserie, Episode 1x09)
- 2009: Boutonniere
- 2009: 10 Dinge, die ich an Dir hasse (10 Things I Hate About You, Fernsehserie, 2 Episoden)
- 2009: Die Zauberer vom Waverly Place (Wizards of Waverly Place, Fernsehserie, Episode 3x04)
- 2009: Spooner
- 2009: Jesus People: The Movie
- 2010: Starlight & Superfish
- 2010: Douchebag
- 2010: Tug
- 2010: Public Relations
- 2010: Santa Pfotes großes Weihnachtsabenteuer (The Search for Santa Paws)
- 2010–2013: Rules of Engagement (Fernsehserie, 14 Episoden)
- 2011: Cougar Town (Fernsehserie, Episode 2x17)
- 2011: Brautalarm (Bridesmaids)
- 2011: I Hate My Teenage Daughter (Fernsehserie, 2 Episoden)
- 2012: Hot in Cleveland (Fernsehserie, Episode 3x08)
- 2012: Holiday Road
- 2012: Was passiert, wenn’s passiert ist (What to Expect When You’re Expecting)
- 2012: Magic Mike
- 2012: Sleeping Around
- 2012: Wedding Band (Fernsehserie, Episode 1x07)
- 2012–2013: Modern Family (Fernsehserie, 2 Episoden)
- 2013–2023: Die Goldbergs (The Goldbergs, Fernsehserie)
- 2013: All American Christmas Carol
- 2014: Reine Männersache (Date and Switch)
- 2014: The Single Moms Club
- 2014: Urlaubsreif (Blended)
- 2014: Denk wie ein Mann 2 (Think Like a Man Too)
- 2014: Furchtbar fröhliche Weihnachten (A Merry Friggin’ Christmas)
- 2014: Cuban Fury – Echte Männer tanzen (Cuban Fury)
- 2015: Hello, My Name Is Doris
- 2015: The Breakup Girl
- 2017: The Secret Man (Mark Felt: The Man Who Brought Down the White House)
- 2018: Appgefahren – Alles ist möglich (Status Update)
- 2018: Gänsehaut 2 – Gruseliges Halloween (Goosebumps 2: Haunted Halloween)
- 2019: Was Männer wollen (What Men Want)
- 2019: Braking for Whales
- 2020: Sylvie’s Love
- 2021: Barb and Star Go to Vista Del Mar
- 2021: Long Weekend
- 2023: Paint
- 2023: Prom Pact
- 2023: Sick Girl – Lügen haben kurze Beine (Sick Girl)
- 2023: Bad Romance: The Vicky White Story (Fernsehfilm)
- 2023: Die verrückte Geschichte der Welt, Teil II (History of the World, Part II, Fernsehserie, 1 Episode)
- seit 2024: St. Denis Medical (Fernsehserie)